# الساندرو سرسانتی
الساندرو سرسانتی (انگلیسی: Alessandro Sersanti؛ زادهٔ ۱۶ فوریهٔ ۲۰۰۲) بازیکن فوتبال است.